# ديان باري
ديان باري (بالفرنسية: Diane Parry)‏ هي لاعبة كرة مضرب فرنسية ولدت في 1 سبتمبر 2002.

## روابط خارجية
- ديان باري على موقع رابطة محترفات التنس (الإنجليزية)
- ديان باري على موقع الاتحاد الدولي لكرة المضرب (الإنجليزية)
- ديان باري على موقع كأس بيلي جين كينغ (الإنجليزية)
- ديان باري على موقع بطولة ويمبلدون (الإنجليزية)
- ديان باري على موقع خلاصة التنس.كوم (الإنجليزية)
- ديان باري على موقع إي إس بي إن.كوم (الإنجليزية)
- ديان باري على موقع أوليمبيديا (الإنجليزية)
- ديان باري على موقع اللجنة الأولمبية الفرنسية (مؤرشف) (الفرنسية)